# Prišnjak (Tribunj)
Prišnjak je nenaseljeni otočić ispred Tribunja.

## Vanjske poveznice
|  | Zajednički poslužitelj ima još gradiva o temi Prišnjak (Tribunj) |